# PSI-5 Trading Company
PSI-5 Trading Company ist ein Computerspiel aus dem Jahr 1986. Es handelt sich um eine Weltraum-Handels-Simulation, die vom US-amerikanischen Entwickler und Publisher Accolade produziert und veröffentlicht wurde. Der Spieler kann sein Raumschiff hierbei im Gegensatz zu den meisten anderen derartigen Spielen nicht selbst steuern, sondern muss dessen Besatzung aus einer Reihe unterschiedlicher Persönlichkeiten zusammenstellen und diese dann während des Fluges kommandieren. Das Computerspiel war durchschnittlich erfolgreich.

## Spielprinzip
Das Spiel kann nur von einem Spieler gespielt werden. Ziel ist es, eine wertvolle Ladung vom Startplaneten möglichst unbeschädigt durch ein piratenverseuchtes All zum Zielplaneten zu transportieren, wobei drei verschiedene Strecken mit unterschiedlichen Gefahrenpotenzialen und dementsprechend unterschiedlich hohen Belohnungen zur Verfügung stehen.
Der Spieler kann zunächst für die verschiedenen Schiffsabteilungen jeweils einen Bewerber wählen, darunter viele Außerirdische und auch Roboter. Jeder Kandidat wird in einem kurzen Steckbrief beschrieben. Verschiedene Kandidaten für die einzelnen Posten in der Mannschaft unterscheiden sich zum Beispiel in ihrem Grad an Selbstständigkeit, in ihrer Effizienz, in ihrer Voraussicht für möglicherweise drohende Probleme, in ihrem Gehorsam, in ihrer Stresstoleranz, in ihrer körperlichen Anfälligkeit gegen Probleme mit dem Lebenserhaltungssystem und in ihrer Teamfähigkeit. Eine einzige beste Mannschaft gibt es nicht, jeder Kandidat hat Vor- und Nachteile. So sind Roboter beispielsweise besonders gehorsam und stresstolerant, aber auch besonders unselbstständig und wenig teamfähig. Jedes mögliche Teammitglied hat im Spiel seine eigenen comicähnlichen Animationen. Durch die unterschiedlichen Crewmitglieder enthält PSI-5 Trading Company einige Rollenspiel-Elemente.
- Waffenabteilung: Boris, Q6-D, Yeela, Al, Skulard, Grolo
- Beobachtungsabteilung: Jaru, Churglik, Phyzo, Nargo, Mike, Blustan (Octopus)
- Navigationsabteilung: Nik, KLG-7A, Tegra, Broxaag, Aymu, Yenx (gelber Rüssel)
- Technikabteilung: Craven, Anthony, VX-4, Fligronk, Sheema, Wilfo (Elf)
- Reparaturabteilung: Anxy, Bru, T3XR9, Volfgank, Ryblo, Swiglitz

In der linken oberen Ecke befindet sich die Weltraumansicht. Oben rechts ist das Crew-Mitglied der gerade aktivierten Abteilung zu sehen. Darunter befindet sich eine schmale Anzeigenleiste. In der unteren Hälfte folgen Textfelder zu den Details der jeweiligen Abteilung – etwa Listen von erkannten Angreifern oder Angaben darüber, welche Roboter gerade für welche Reparaturen eingeteilt sind.
Der Spieler muss der Crew Befehle geben. Dabei gilt es vor allem, schnelle Abwägungen zu treffen und Prioritäten zu setzen, um beispielsweise verschiedene Angreifer rechtzeitig zu erkennen, in einer sinnvollen Reihenfolge mit den jeweils richtigen Waffen zu bekämpfen, Energie für verschiedene Zwecke richtig einzuteilen, Ausweichmanöver fliegen zu lassen, ohne das Ziel der Reise zu lange aus den Augen zu verlieren, die Lebenserhaltungssysteme in Betrieb zu halten, die schwerwiegendsten Angriffsschäden von den begrenzt vorhandenen Reparatur-Robotern zuerst reparieren zu lassen etc. Die Ladung kann von nicht rechtzeitig abgewehrten Piraten geplündert werden, diverse technische Systeme können einzeln beschädigt werden, wodurch der Spieler oft improvisieren muss. Crew-Mitglieder können während des Fluges in Stress geraten – wodurch sie beginnen, Fehler zu machen. Besatzungsmitglieder können auch sterben, wenn das Raumschiff zu schwer beschädigt wird.
Das Spiel ist verloren, wenn das Schiff irreparabel zerstört oder vollständig ausgeplündert wird. Es ist gewonnen, wenn der Zielplanet mit zumindest einem Teil der Ladung erreicht wird. Die Punktzahl des Spielers richtet sich in diesem Fall nach der gewählten Route (schwierigere Routen geben mehr Punkte), der Menge an geretteter Ladung und der Flugzeit; je schneller die Ladung ankommt, desto mehr Punkte erhält man.

## Entwicklungs- und Veröffentlichungsgeschichte
Die Grafikerin war Mimi Doggett, die auch an einer Reihe weiterer Accolade-Spiele beteiligt war. Die Musik stammte von Ed Bogas.
Das Spiel erschien für verschiedene Computersysteme, darunter auch Apple II, Sinclair ZX Spectrum, Amstrad CPC und MS-DOS. Die in Deutschland wohl meistverkaufte Commodore-64-Version gab es auf Diskette und als Kassette. Bemerkenswert: In der deutschen Beschreibung war zu lesen, dass die Version auf Kassette keine freie Auswahl der Schiffsmannschaft erlaube. Drehte man jedoch die Datenkassette um und lud das Programm auf der Rückseite, konnte man, auf Kosten deutlich längerer Ladezeiten, doch die Mannschaft selbst auswählen.
Die Veröffentlichung war für Publisher Accolade insofern problematisch, als dass wenige Monate zuvor mit Elite eines der erfolgreichsten Computerspiele seiner Zeit erschien, dass exakt im gleichen Genre angesiedelt war wie PSI-5 Trading Company.

## Rezeption
Die deutsche Happy Computer lobte PSI-5 Trading Company als gut durchdachtes, „in jeder Hinsicht ausgefallenes“ Spiel, das mit Humor und hochwertigen Animationen punkte. Kritisiert wurde lediglich die Komplexität, die eine gewisse Einarbeitungszeit erfordere.